# Gabriel Seynat
Gabriel Seynat, né le 26 mars 1901 à Guîtres (Gironde) et mort le 4 mai 1988 à Bazas (Gironde), est un homme politique français.

## Biographie
Fils d'un coiffeur de Guîtres, Gabriel Seynat réussit de brillantes études de médecine : diplômé en 1928, il se spécialise en médecine coloniale et médecine sanitaire. Pendant ses études, il pratique aussi l'athlétisme à haut niveau, étant champion de France universitaire en 1925, et écrit des poèmes, dont un recueil primé en 1926 au concours des jeunes poètes de France. Toute sa vie, il poursuit une activité littéraire en publiant dans des revues.
Il est aussi pilote amateur, et a un rôle majeur dans la création de l'aérodrome de Bordeaux-Yvrac, et président l'Aéro-club de Bordeaux, ville où il a installé son cabinet en 1931, et où il exerce jusqu'en 1966. Dans la même période, il fonde la clinique chirurgicale Thiers, située sur l'avenue du même nom. Ce notable locale, qui ne s'est jusque là pas mêlé de politique, entre en résistance en 1942, et finit la guerre avec la vice-présidence départementale du Mouvement de Libération Nationale en Gironde. Après la guerre, il sera décoré de la croix de guerre et de la légion d'honneur.
Membre du comité départemental de Libération de Gironde, il adhère à la Libération à l'UDSR et figure en deuxième position sur la liste de ce mouvement, menée par Alice Delaunay, pour l'élection de la première constituante, sans être élu. Dans la logique de cet engagement politique d'ancien résistant, il adhère au RPF à sa création, en 1947, et, cette même année, est élu conseiller municipal de Bordeaux, et maire-adjoint, sur la liste menée par Jacques Chaban-Delmas, fonction qu'il conserve jusqu'en 1959.
En 1951, il mène la liste du RPF dans la deuxième circonscription de Gironde, tandis que Chaban conduit celle de la première. Avec 19,1 % des voix, sa liste, apparentée à celle du RGR et à celle de la droite, menée par Jean Sourbet, il est élu député. Immédiatement élu vice-président de la commission des boissons, il se fait le porte-parole des viticulteurs du Médoc, et intervient principalement sur ces questions à l'Assemblée. En 1955, il rédige un important rapport sur la production viticole de France et d'Algérie.
Ayant rallié, comme Chaban, les Républicains sociaux après la dissolution du RPF, il se représente aux législatives de 1956, mais n'obtient que 5,1 % des voix, subissant notamment la poussée poujadiste, et perd son siège de député. Il abandonne la vie politique à la fin des années 1950, et se consacre à son activité professionnelle.